# ريكو موراي
ريكو موراي (بالإنجليزية: Rico Murray)‏ هو لاعب كرة قدم أمريكية أمريكي، ولد في 21 أغسطس 1987 في سينسيناتي في الولايات المتحدة.

## وصلات خارجية
- ريكو موراي على موقع مرجع كرة القدم المحترفة.كوم (الإنجليزية)